# Николаевка (Кыштовский район)

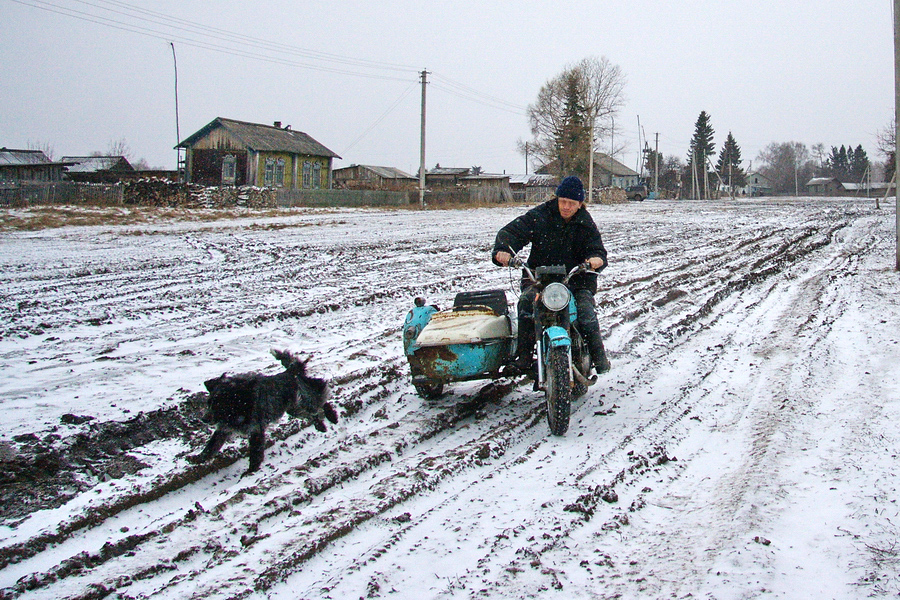
Николаевка

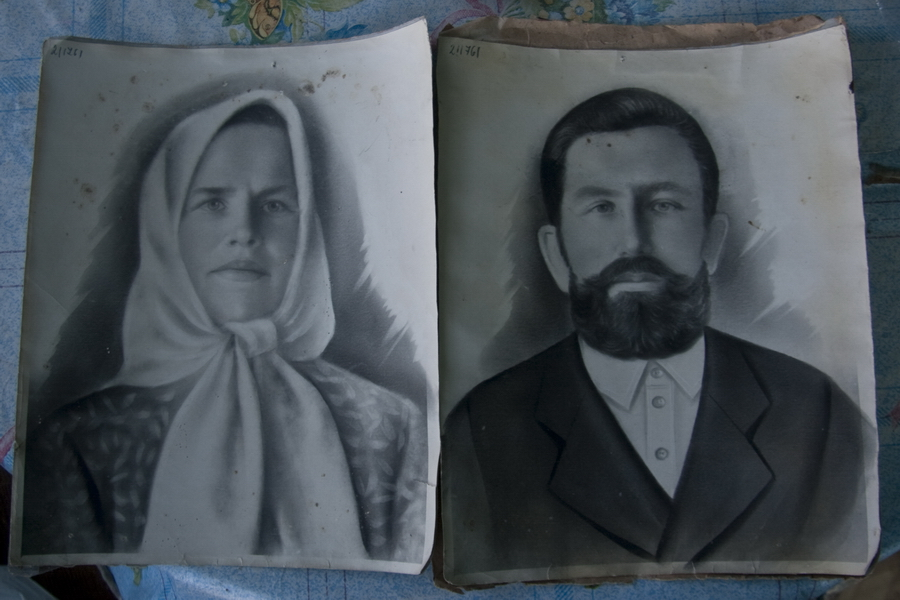
Переселенцы из Эстонии Самуил и Лина Кеввай

Николаевка — деревня в Кыштовском районе Новосибирской области. Входит в состав Берёзовского сельсовета.

## География
Николаевка расположена в 40 км к северо-востоку от районного центра Кыштовки.

## Население
| 2002 | 2007 | 2010 |
| ---- | ---- | ---- |
| 166  | ↘156 | ↘106 |

Национальный состав — эстонцы,латыши,русские. 
Численность населения постоянно снижается и составляет менее 80 человек (2014) 

## История
В 1897 году Николай II выделил эстонским переселенцам землю в Новосибирской области, в Кыштовской волости, в районе деревни Пустоваловки. По легенде, женам переселенцев, приехавшим позднее, место не понравилось. А понравилось другое, между двумя речками. С тех пор эстонцы живут там. Первыми переселенцами были Ян Серд, Ян Гяммер, Адам Кеввай.

## Инфраструктура
В деревне по данным на 2007 год функционируют 1 учреждение здравоохранения и 1 учреждение образования.
По данным на 2014 год в деревне функционируют 1 ФАП , 1 сельский клуб , 2 продуктово-хозяйственных магазина , 32 жилых двора из 41.